# Sito archeologico di La Chapelle-aux-Saints
Il Sito archeologico di La Chapelle-aux-Saints è una grotta, chiamata Bouffia Bonneval, scoperta nel 1908 da un team di ricercatori, composto da Jean e Amédée Bouyssonie e da L. Bardon; qui è stato ritrovato uno scheletro quasi completo di Homo neanderthalensis,  catalogato con il nome di La Chapelle-aux-Saints 1. La sua posizione fa ritenere che il sito sia un luogo di sepoltura neandertaliano.